# Hadziidira
Hadziidira (лат.) — парвотряд ракообразных инфраотряда Hadziida из отряда бокоплавов (Senticaudata, Amphipoda). Включает 3 надсемейства.

## Описание
Гнатопод 2 более крупный, чем гнатопод 1. Уросомит 2 с парой мелких дорсальных крупных волосков. Стебелёк уропода 1 с базофациальным крупным волоском.

## Классификация
Включает 13 семейств, разделённых на 3 надсемейства.
Группа была включена в подотряд Senticaudata.
инфраотряд Hadziida S. Karaman, 1943
- парвотряд Hadziidira S. Karaman, 1932[5]
  - надсемейство Calliopioidea Sars, 1895
    - семейство Calliopiidae G.O. Sars, 1893
    - семейство Cheirocratidae d’Udekem d’Acoz, 2010
    - семейство Hornelliidae d’Udekem d’Acoz, 2010
    - семейство Pontogeneiidae Stebbing, 1906

  - надсемейство Hadzioidea  S. Karaman, 1943 (Bousfield, 1983)
    - семейство Crangoweckeliidae Lowry & Myers, 2012
    - семейство Eriopisidae Lowry & Myers, 2013
    - семейство Gammaroporeiidae Bousfield, 1979
    - семейство Hadziidae S. Karaman, 1943
    - семейство Maeridae Krapp-Schickel, 2008
    - семейство Melitidae Bousfield, 1973
    - семейство Metacrangonyctidae Boutin & Missouli, 1988
    - семейство Nuuanuidae Lowry & Myers, 2013

  - надсемейство Magnovioidea Alves, Lowry & Jonsson, 2020
    - семейство Magnovidae Alves, Lowry & Jonsson, 2020[6]